# Nannoniscus antennaspinis
Nannoniscus antennaspinis là một loài chân đều trong họ Nannoniscidae. Loài này được Brandt miêu tả khoa học năm 2002.